# Dürrwangen (Balingen)
Dürrwangen ist ein Stadtteil von Balingen im Zollernalbkreis in Baden-Württemberg. Er liegt am Fuße der Schwäbischen Alb.

## Geographie
Dürrwangen liegt rund fünf Kilometer südöstlich von Balingen. Die Orte Frommern, Weilstetten, Balingen, Stockenhausen und Heselwangen liegen in unmittelbarer Nähe.
Südlich fließt die Eyach an Dürrwangen vorbei.

## Geschichte
Dürrwangen wurde 1064 als Durniwach erstmals erwähnt. Dürrwangen gehörte ursprünglich zur Scherragrafschaft. Ab 1306 sind Herren von Dürrwangen genannt.
Die Grundherrschaft war schon früh geteilt und kam an die Grafen von Zollern und Herren von Bubenhofen. Ein Maierhof wird 1347 zusammen mit Meßstetten und Tieringen von den Tierbergern erworben. Walter von Ramsberg kaufte 1327 den Tierbergern einen Hof in Dürrwangen ab. Die Rechtsnachfolger derer von Bubenhofen waren die Herren von Stotzingen. Diese verkauften 1533 ihren Teil an Württemberg, dem der zollerische Teil Dürrwangens bereits seit 1403 gehörte. Dürrwangen unterstand dem Amt Balingen, welches 1758 zum Oberamt Balingen erhoben und ab 1806 in erweitertem Umfang Bestandteil des Königreichs Württemberg wurde.
Dürrwangen kam 1934 zum Kreis und 1938 mit Frommern zum Landkreis Balingen, der bei der Kreisreform 1973 Bestandteil des neu gebildeten Zollernalbkreises wurde.
1937 wurde Dürrwangen nach Frommern eingemeindet und wird seither von Frommern mit verwaltet.

## Religion
- Evangelische Kirchengemeinde Dürrwangen, Teilgemeinde der Evangelische Kirchengemeinde unter dem Böllat (Zusammenschluss mit Frommern, Stockenhausen, Zillhausen und Streichen), Petruskirche[5]

## Ortsvorsteher
- Stephan Reuß (2017)

## Kultur und Sehenswürdigkeiten
Siehe auch: Liste der Kulturdenkmale in Dürrwangen

### Bauwerke

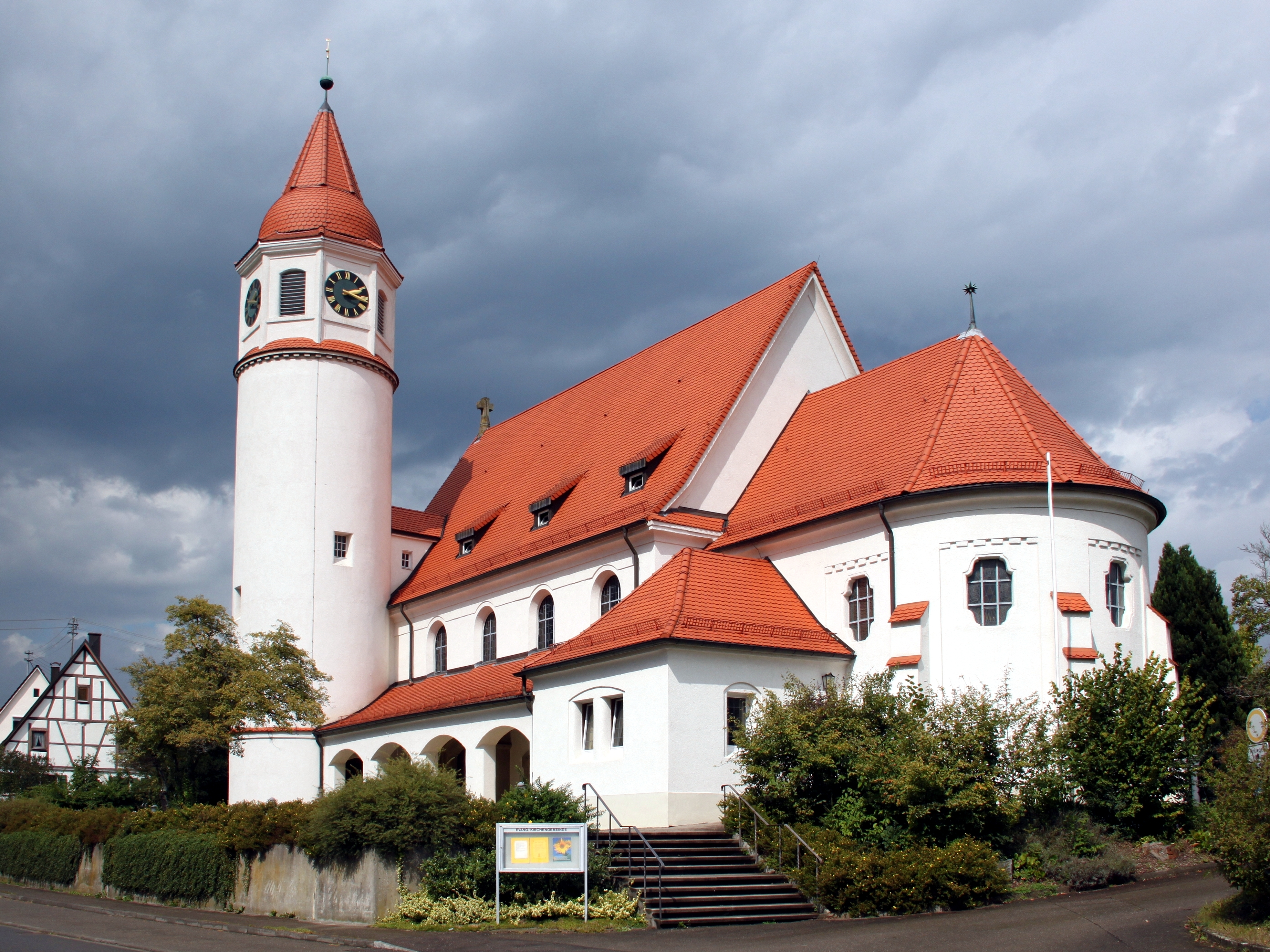
Petrus-Kirche

Die evangelische Kirche Dürrwangen wurde 1912 bis 1914 erbaut, nachdem die Vorgängerkirche nach einem Erdbeben abgebrochen werden musste.

### Museum
Im Haus der Volkskunst gibt es eine historische Werkstatt mit Museum mit einer Sammlung von Hirtenhörner.

### Wappen
Das Wappen von Dürrwangen zeigt unter goldenem Schildhaupt, eine liegende schwarze Hirschstange, in Grün auf blauem Grund, zwei Tannen auf einem Hügel.

### Vereine
- Volkstanzgruppe Frommern
- Schwäbischer Albverein
- Obst- und Gartenbauverein Frommern-Dürrwangen
- Modellbahntreff Zollernalb

## Wirtschaft und Infrastruktur

### Verkehr
Die Bundesstraße 463 Balingen–Sigmaringen führt an Dürrwangen vorbei. Dürrwangen ist über eine Ausfahrt angeschlossen. Die Landesstraße 442 führt via Stockenhausen, Zillhausen direkt nach Albstadt-Pfeffingen.

## Persönlichkeiten

### Söhne und Töchter der Stadt
- Gottlieb Rau (1816–1854), 1848er Revolutionär, Fabrikant
- Otto Mörike (1897–1978), Pfarrer und Gegner des Nationalsozialismus

### Persönlichkeiten, die vor Ort wirken oder gewirkt haben
- Johann Ludwig Andreae (1667–1725), evangelischer Pfarrer, Kartograph, Globenbauer und Buchautor

### Hirtenhörnersammlung
- Steffen Maier: Balingen: Rarität bereichert einmalige Sammlung - Balingen - Schwarzwälder Bote. In: schwarzwaelder-bote.de. 29. Dezember 2010.
- Steffen Maier: Balingen: 4300 Kilometer auf Recherche-Tour - Balingen - Schwarzwälder Bote. In: schwarzwaelder-bote.de. 28. Juni 2011.
- Steffen Maier: Balingen: Balingen feiert wunderbares Kleinod - Balingen - Schwarzwälder Bote. In: schwarzwaelder-bote.de. 1. November 2011.
- Steffen Maier: Balingen: Weihnacht in Balinger Tracht - Balingen - Schwarzwälder Bote. In: schwarzwaelder-bote.de. 19. Dezember 2011.
- Steffen Maier: Balingen: Neues Leben für alte Klangwelten - Balingen - Schwarzwälder Bote. In: schwarzwaelder-bote.de. 22. Oktober 2012.
- Steffen Maier: Balingen: Dudelsack, Hirtenhorn und junge Blasmusik: Im Haus der Volkskunst geht es seit gestern rund - Balingen - Schwarzwälder Bote. In: schwarzwaelder-bote.de. 18. Oktober 2012.
- Steffen Maier: Balingen: Von Hirtenhörnern und Posaunen - Balingen - Schwarzwälder Bote. In: schwarzwaelder-bote.de. 1. September 2015.
- Steffen Maier: Balingen: Revolutionslieder und Zwetschgenwasser - Balingen - Schwarzwälder Bote. In: schwarzwaelder-bote.de. 18. Januar 2016.